# Euphydryas schausi
Euphydryas schausi är en fjärilsart som beskrevs av Clark 1927. Euphydryas schausi ingår i släktet Euphydryas och familjen praktfjärilar. Inga underarter finns listade i Catalogue of Life.